# Дом привратника
Дом привратника — памятник архитектуры. Расположен в Стрельне, современный адрес дома — Санкт-Петербургское шоссе, 78А. Входил в число построек возведённой в 1830-е годы усадьбы графа Алексея Орлова, проект дворца и пейзажного парка вокруг него спроектировал П. С. Садовников.
Здание имеет в плане форму равноконечного креста, построено из кирпича, облицовано туфом. На стенах выступающих частей дома сделаны контрфорсы с двумя уступами. Также готический стиль здания проявляется в форме стрельчатых окон с готическим рисунком переплётов.
Рядом с домом расположены готические ворота.
Во время Второй мировой войны дом сгорел, восстановление прошло в 1951—1952 годах.
С 10 ноября 1917 года в доме располагалась «рабочая милиция», в подвале были сделаны тюремные камеры. В 1962—1985 годы дом использовала детская библиотека № 3. В 1990-е годы и до начала 2000-х годов здание использовала «Церковь Державной Божьей Матери».
В 2009 году на доме незаконно была построена мансарда со стеклопакетами. Мансарда появилась при приспособлении здания для использования в качестве кафе (по другим сведениям, мансарда была сделана ещё в 1950-е годы), проектная документация была нарушена, работы не были приняты; в 2010 годах планировалось выставить здание на торги.